# Coronet Bay
Coronet Bay – miasto w Australii, w stanie Wiktoria.